# Trélou-sur-Marne
Trélou-sur-Marne – miejscowość i gmina we Francji, w regionie Hauts-de-France, w departamencie Aisne.
Według danych na styczeń 2014 roku gminę zamieszkiwało 1001 osób, a gęstość zaludnienia wynosiła 49,2 osób/km².